# Хироши Инагаки
Инагаки Хироши (јап. 稲垣 浩,1905–1980) био је јапански редитељ познат по историјским драмама. Најпознатији је по првом делу трилогије Самурај: Мијамото Мусаши, који је освојио Оскара за најбољи страни филм 1954. године.

## Биографија
Рођен је у Токију. Пошто му је отац био глумац, од детињства наступа на сцени. Године 1922, придружио се глумачком одељењу студија Никацу, али је касније прешао на режију и снимио свој први филм, историјску драму Тенка Таихеики (1928). Постао је репрезентативни редитељ историјских драма као што је серијал Мусаши. Бавио се и савременом драмом, стварајући запажено дело Човек са рикшом (1943), а после Другог светског рата играо је улоге Деца која се држе за руке (1948) и Заборављена деца (1949) и друге похвале. Године 1958. освојио је Гран при на Међународном филмском фестивалу у Венецији за римејк филма Човек са рикшом.

## Филмови
У својој књизи Сто година јапанског филма, Доналд Ричи наводи Хироши Инагакија, уз Јаманака Сато-а и Итами Мансаку-а, као једног од најзначајнијих редитеља тзв. нове историјске драме, које су се одликовале већим степеном реализма, акционих сцена и насиља од ранијих (снимљених пре 1928. године), које су биле статичне, конвенционалне и херојске, инспирисане кабуки-позориштем. Протагонисти ових нових историјских драма били су наглашено нехеројски, обични, мали људи у историји (ронини, луталице, криминалци), и драме су често биле аналогија модерних социјалних проблема. Почевши као асистенти старијег редитеља Ито Даисуке-а, пионира нове историјске драме, Инагаки и Итами Мансаку су 1928. заједно снимили свој први филм, историјску драму Тенка Таихеики, први у низу филмова о ронинима-луталицама, чији су протагонисти говорили колоквијалним језиком (за разлику од традиционалних историјских драма, које су инсистирале на архаичном језику и узвишеном стилу) и били блиски гледаоцима, као сасвим обични људи који у правом тренутку ураде праву ствар. Сам Инагаки назвао је ове филмове савременим драмама са самурајским перчином - другим речима, савременим драмама приказаним у историјском окружењу. Међу овим новим историјским драмама, уобичајено се сматрало да су дела Инагаки Хирошија сентиментална, али лирска, да су дела Итами Мансаку-а интелектуална, али иронична, док су дела Јаманака Садао-а, са својом минималистичком елеганцијом и реализмом - уметнички највиша.
Тоширо Мифуне је играо у бројним филмовима Хироши Инагакија, укључујући Најамни мач (1952), Самурајска трилогија награђена Оскаром (Мијамото Мусаши, 1954–1956), као легендарни мачевалац Мијамото Мусаши (1584–1645); као осиромашени Човек са рикшом (1958) који се брине о Такамине Хидеко и њеном малом детету након смрти њеног мужа, у римејку филма истог редитеља из 1943. године, по сценарију Итами Мансакуа; митска фантазија Три блага (1959); историјске драме 47 верних ронина (Чушингура,1962, у два дела); и Самурајске заставе (Фурин казан, 1969).